# Grigorij Petrovič Grabovoj
Grigorij Petrovič Grabovoj (rusko Григо́рий Петро́вич Грабово́й) ruski izumitelj in duhovni učitelj, * 14. november 1963, Kirovskij, Čikmentska oblast, Kazahska SSR, Sovjetska zveza (sedaj Asikata, Kazahstan).
Grabovoj se je po študiju uporabne mehanike na Univerzi v Taškentu posvetil raziskovanju ter ustvaril lasten svetovno-nazorski nauk O odrešitvi in skladnem razvoju. Pomembna sestavina Grabovojevega učenja oz. nauka je tudi možnost vstajenja ali obujanja v življenje in večnega življenja človeka, zato ga nekateri razglašajo tudi za novega Kristusa.
Osebnost in delo Grigorija Grabovoja sta polarizirala mnenja v javnosti. Zagovorniki trdijo, da je najpomembnejši učenjak vseh časov - napisal je veliko avtorskih knjig in podal več kot 500 avtorskih seminarjev ter patentiral več naprav za »skladen razvoj človeka in sveta« in še ustvarja - nasprotniki pa mu očitajo psevdoznanost. Najbolj aktiven je bil v Rusiji med leti od 2000 do 2006, po tem, ko je leta 1998 pridobil članstvo v Ruski akademiji naravoslovnih ved (Российская академия естественных наук, РАЕН). V ruskih akademskih krogih so RAEN kritizirali za sprejem laži-znanstvenikov, vendar pa pri tem Grabovoj ni bil nikoli posebej imenovan oz. omenjen..
V ruski javnosti je zelo odmevalo tudi srečanje Grabovoja z bolgarsko jasnovidko Vango. Po nekaterih pričevanjih je Vanga takoj spoznala jasnovidnost in veliko zdravilsko moč Grabovoja, po drugih pa naj bi ga napodila. 
Leta 2006, ko je Grabovoj najavil svojo kandidaturo za predsednika Rusije in objavil svoj predvolilni progam, je bil proti njemu sprožen sodni proces, v katerem so mu očitali, da naj bi ob terorističnem pokolu v Beslanu (2004) ponujal obuditev mrtvih otrok v življenje proti plačilu, vendar so matere iz Beslana to zanikale. Leta 2008 je bil obsojen za prevaro, za kar mu je bila dosojena enajstletna zaporna kazen, ki jo je sodišče kasneje znižalo na osem let, leta 2010 pa je bil izpuščen z odkupnino. Od takrat Grabovoj v Rusiji ni več aktiven. Evropsko sodišče za človekove pravice je kasneje naložilo Rusiji plačilo odškodnine Grabovoju, ker je bil dve leti pridržan brez sojenja.
Grabovoj trenutno živi in dela v Srbiji, v Beogradu, od koder se njegovo učenje širi tudi v nekatere druge države, vključno s Slovenijo.

## Diplome, članstva in priznanja
Grabovoj je pridobil veliko število univerzitetnih diplom, članstev v akademijah ter priznanj za delo in dognanja v Rusiji in po svetu, vendar gre skoraj izključno za neakreditirane univerze in nepriznane akademije.

### Strokovne diplome
- 1968, dipl. ing. mehanike, Univerza V. I. Lenina v Taškentu
- 1996, paramedik v urgentni medicini, Šola splošne medicine, Moskva